# Reholttumia laevis
Reholttumia laevis là một loài dương xỉ thuộc họ Thelypteridaceae. Loài này được Georg Heinrich Mettenius mô tả khoa học đầu tiên năm 1858.